# Kamerunská strana demokratů
Kamerunská strana demokratů (anglicky Cameroonian Party of Democrats, francouzsky Parti des Démocrates Camerounais, PDC) je politická strana v Kamerunu oficiálně založená roku 1958.

## Historie
Kamerunská strana demokratů byla původně volnou aliancí kandidátů, kteří kandidovali ve volbách do Teritoriálního shromáždění Kamerunu v roce 1956. Získala 20,9 % hlasů, které jí zajistily 20 ze 70 mandátů. Jako politická strana byla založena v Abong-Mbangu 12. ledna 1958. Zde došlo k volbě řídícího výboru a ke schválení programu. Bylo také přijato první motto strany Bůh, vlast, spravedlnost, rovnost (francouzsky Dieu, Patrie, Justice, Égalité). V roce 1991 bylo toto heslo změněno na Bůh, vlast, spravedlnost, demokracie (francouzsky Dieu, Patrie, Justice, Démocratie). Novou stranu podporovali především Ewondové, Buluové a Etonové. V parlamentních volbách v roce 1960 získala strana 10,36 % hlasů, které jí zajistily 12 ze 100 mandátů v Národním shromáždění.
V parlamentních volbách v roce 1964 strana získala 5,77 % hlasů, které jí však nezajistily žádné křeslo v Národním shromáždění. Po neúspěchu ve volbách přestala strana v 60. letech 20. století fungovat. Její činnost byla obnovena v 90. letech 20. století, kdy bylo v zemi opětovně povoleno více politických stran. Kandidovala v parlamentních volbách v roce 1992, ale získala pouze 1,8 % hlasů, které nestačily na zisk ani jednoho mandátu. V parlamentních volbách v roce 1997 strana získala pouze 0,1 % hlasů.